# История на Епир
Епир е бил обитаван от времето на палеолита.
Населението му по това време се е състояло от ловци и овчари, от които са се съхранили големите погребални могили на знатните им люде. Епирските погребални могили са със сходни характеристики с тези изградени по-сетне от основателите на Микенската цивилизация. В това археолозите съзират доказателство за родство между населението на Епир от палеолита и неолита и Микенското от по-късната бронзова епоха. Най-значимите археологически находки в тази връзка са разкрити при оракулите на река Ахерон и при Додона.

## Епир по времето на Древна Гърция
Дорийците нахлуват до Пелопонес през Епир и Македония в края на второто хилядолетие преди Христа (приблизително между 1100 – 1000 г. пр.н.е.), но причините за тази миграция не са ясни. Местните жители на Епир също мигрират на юг по това време и сетне Теопомп твърди, че областта се обитава от 14 племена сред които три основни племенни групи (в зависимост от техните митове за възникването на тези племена). Трите племена са чамите в северозападен Епир, молосите и теспротите на юг. Главен град на чамите е Бутринт, на таспротите – Гитана и Пасарон на молосите.

## Античен Епир
За разлика от древногръцките племена, които изграждат като правило градове-държави като Атина, Спарта и Коринт, античните жители на Епир живеят в малки села. Причините за този феномен се обясняват с постоянните нашественици от север, които нахлуват през Епир към Същинска Гърция. В района на Епир се намира един обект от особено религиозно значение за древногръцкия свят, а именно Додонския оракул, втория по важност след този в Делфи.
На античните жители на Епир, древните гърци и особено атиняните гледали с презрение. В 5 век пр.н.е. например атинския историк Тукидид ги описва като варвари, а същото потвърждава и Страбон. От друга страна Аполодор, Дионисий Халикарнаски, Фронтинос, Павзаний, Клавдий Птоломей, както и Евтропий ги упоменават като елини. От своя страна Плутарх отбелязвайки интересния факт, че в автобиографията си епирския цар Пир твърди, че Ахил бил почитан като бог в Епир на местния говор.
Античен Епир се обединява в политическа формация в 370 г. пр.н.е. под водачеството на молосите с център Делфийския оракул. Молосите влизат във външнополитически съюз с Македонското царство и през 359 г. пр.н.е. молоската принцеса Олимпия (племенница на епирския цар Ариб) става жена на македонския цар Филип II. От брака им се ражда Александър Велики. След смъртта на Ариб, той е наследен от Александър Велики на епирския трон. Покорителят на античния индоевропейски свят е наследен от Александър I (Епир), който е свален от Касандър Македонски и през 313 г. пр.н.е. е убит в Италия. Наследен е от втория си братовчед Еакид, който става цар на Епир в периода 331 – 316 пр.н.е. и през 313 пр.н.е. Той е син на Ариба от Епир (Arybbas) и Troas, дъщеря на Неоптолем I от Епир и сестра на Олимпия (македонска царица и майка на Александър Велики). Еакид е наследен от сина си, известния епирски цар Пир (Епир), който заема престола в 295 г. пр.н.е. и в продължение на шест години се бори срещу римляните в Магна Греция – Южна Италия и Сицилия. Кампанията е като цяло успешна, но след известната пирова победа, се оказва че е стратегическа загуба.
През 3 век пр.н.е. се формира Епирската лига за защита от външни врагове – Древна Македония и Древен Рим – който набира постепенно скорост като първостепенен фактор, оформяйки се като велика сила в средиземноморския район. Епирската лига запазва неутралитет във войните между Македония и Рим (171 – 168 г. пр.н.е.), даже и по причина, че молосите вземат страната на македоните, а чамите и таспротите – тази на римляните. Вследствие на македонската загуба и заради позицията си във войната, молосите са подчинени от римляните и в 167 г. пр.н.е. 150 000 от тях са обърнати в роби. Районът на Епир е бил толкова силно опустошен от римляните, че е трябвало да мине близо половин хилядолетие за да възвърне античната си слава.

## Римски Епир
Рим превзема Епир и го обръща на римска провинция Епир в 146 г. пр.н.е. Първото му име е Стар Епир в отличие от Нов Епир. Постепенно страната се възстановява за нов живот, още повече, че римляните настъпват на изток към Ориента и за целта изграждат Виа Егнация, която дава допълнителен тласък на търговската и икономически дейност в региона.

## Византийски и български Епир
След разделянето на Римската империя на Западна и Източна Римска империя (Византия) през 395 г., Епир остава в източната част на империята. През този средновековен период Епир е част от Първата българска държава при царете Симеон, Петър I, Борис II, Роман, Самуил, Гаврил Радомир и Иван Владислав. През 1040 година Епир възстава против византийците под водачеството на цар Петър Делян. В Епир избухва антивизантийско въстание под българско водачество и през 1066 година. Няколко години по-късно Епир отново въстава в подкрепа на българския цар Петър III (през 1072).

### Епирско деспотство
След превземането на Константинопол на кръстоносците през 1204 г., Михаил I Комнин овладява Епир и прави областта със столица Арта център на свое независимо владение и от Латинската империя със столица Константинопол и от Никейската империя в която емигрира старата столична знат и аристокрация. Епирското владение със столица Арта включва към себе си историческите Етолия, Акарнания и части от Македония. След 1230 г. е под сюзеренитета и опеката на Търновското царство след загуба в битката при Клокотница. Впоследствие, след 1318 г., заедно със съседните Етолия и Акарнания, попада под властта на кралете Стефан Милутин и Стефан Дечански, след което става част от Душановото царство.
От 1359 г. заедно със съседна Тесалия е част от т.нар. Епирско царство, като за последно преди завладяването му от османците, Епир е под властта на италийската династия Токо.